# Gauliga Pommern 1933/34
De Gauliga Pommern 1933/34 was het eerste voetbalkampioenschap van de Gauliga Pommern. De Gauliga werd in 1933 in het leven geroepen als nieuwe hoogste klasse in het Duitse voetbal en had zestien regionale onderverdelingen. Viktoria Stolp werd kampioen en plaatste zich voor de eindronde om de Duitse landstitel, waar de club in de groepsfase uitgeschakeld werd. 

## Samenstelling
De clubs in de Gauliga Pommern speelden voordien in de competities van de Baltische en de Brandenburgse voetbalbond. De clubs uit de Pommerse competitie speelden tot 1930 in de Baltische bond, maar wisselden dan naar de Brandenburgse bond. Zeven clubs mochten aantreden in de Gauliga Pommern. De andere zeven clubs kwamen uit de Grensmarkse competitie van de Baltische voetbalbond. In de Baltische competitie was er begin jaren dertig een verandering doorgevoerd. Door de strenge winters kwam de kalender vaak in het gedrag en in 1931 werd er beslist om al aan te vangen met de competitie van 1932/33 zodat deze tijdig afgewerkt werd met het oog op verdere deelname aan de nationale eindronde. In 1932 werd er bijgevolg al begonnen aan de competitie van 1933/34. Echter doordat de NSDAP aan de macht kwam in Duitsland en het hele voetballandschap hertekende werd het reeds begonnen seizoen 1933/34 niet voltooid. Wel werden de eindstanden van de reguliere competities gebruikt om zo de deelnemers voor de Gauliga te bepalen. De verdeling was als volgt: 
- Uit de Pommerse competitie 1932/33
  - Polizei SV Stettin (Bezirksliga Stettin-Stargard)
  - Stettiner SC 08 (Bezirksliga Stettin-Stargard)
  - VfL Stettin (Bezirksliga Stettin-Stargard)
  - VfB Stettin (Bezirksliga Stettin-Stargard)
  - SC Preußen Stettin (Bezirksliga Stettin-Stargard)
  - Greifswalder SC (Bezirksliga Vorpommern)
  - SV Viktoria Stralsund (Bezirksliga Vorpommern)

- Uit de Grensmarkse competitie 1933/34
  - SV Viktoria Kolberg (Kreisliga Köslin)
  - SV Preußen Köslin (Kreisliga Köslin)
  - MSV Hubertus Kolberg (Kreisliga Köslin)
  - Kösliner SV Phönix (Kreisliga Köslin)
  - SV Viktoria Stolp (Kreisliga Stolp)
  - SV Germania Stolp (Kreisliga Stolp)
  - SV Sturm Lauenburg (Kreisliga Stolp)

## Eindstand

### Groep West
| Plaats | Club                  | Wed. | W | G | V  | Saldo | Ptn.  |
| ------ | --------------------- | ---- | - | - | -- | ----- | ----- |
| 1.     | Stettiner SC          | 12   | 8 | 2 | 2  | 36:11 | 18:6  |
| 2.     | Polizei SV Stettin    | 12   | 8 | 2 | 2  | 41:20 | 18:6  |
| 3.     | SC Preußen 01 Stettin | 12   | 7 | 1 | 4  | 27:40 | 15:9  |
| 4.     | VfL Stettin           | 12   | 5 | 3 | 4  | 37:32 | 13:11 |
| 5.     | VfB Stettin           | 12   | 5 | 1 | 6  | 26:30 | 11:13 |
| 6.     | Greifswalder SC       | 12   | 3 | 1 | 8  | 34:45 | 7:17  |
| 7.     | SV Viktoria Stralsund | 12   | 1 | 0 | 11 | 11:34 | 2:22  |

|  | Geplaatst voor finale         |
|  | Degradatie naar Bezirksklasse |

### Groep Oost
| Plaats | Club                       | Wed. | W  | G | V  | Saldo | Ptn.  |
| ------ | -------------------------- | ---- | -- | - | -- | ----- | ----- |
| 1.     | SV Viktoria 09 Stolp       | 12   | 12 | 0 | 0  | 69:16 | 24:0  |
| 2.     | SV Preußen Köslin          | 12   | 8  | 1 | 3  | 28:21 | 17:7  |
| 3.     | Heeres SV Hubertus Kolberg | 12   | 7  | 1 | 4  | 44:23 | 15:9  |
| 4.     | SV Viktoria Kolberg        | 12   | 5  | 2 | 5  | 25:54 | 12:12 |
| 5.     | SV Sturm 1919 Lauenburg    | 12   | 3  | 1 | 8  | 37:42 | 7:17  |
| 6.     | SV Germania 03 Stolp       | 12   | 3  | 0 | 9  | 29:38 | 6:18  |
| 7.     | SV Phönix 09 Köslin        | 12   | 1  | 1 | 10 | 23:61 | 3:21  |

|  | Geplaatst voor finale         |
|  | Degradatie naar Bezirksklasse |

## Finale
Heen
|               |                 |       |                   |                             |
| 11 maart 1934 | Stettiner SC 08 | 1 - 1 | SV Viktoria Stolp | Stettin Toeschouwers: 1.500 |
| 11 maart 1934 | Ehlert 75'      |       | 43' Kranz         | Stettin Toeschouwers: 1.500 |

Terug
|               |                   |       |                 |       |
| 18 maart 1934 | SV Viktoria Stolp | 2 - 0 | Stettiner SC 08 | Stolp |
| 18 maart 1934 | Stern 5' Garz 87' |       |                 | Stolp |

## Promovendi uit de Bezirksliga
- SC Comet Stettin
- SV Hertha 1910 Schneidemühl